# Robert Marcellus Stewart
Robert Marcellus Stewart (* 12. März 1815 in Truxton, Cortland County, New York; † 21. September 1871 in Saint Joseph, Missouri) war ein US-amerikanischer Politiker (Demokratische Partei) und von 1857 bis 1861 der 14. Gouverneur von Missouri.

## Frühe Jahre und politischer Aufstieg
Robert Stewart besuchte die örtlichen Schulen seiner Heimat. Nach einem Jurastudium wurde er im Jahr 1836 als Rechtsanwalt zugelassen. Nach einem Umzug im Jahr begann er in Saint Joseph in Missouri in seinem neuen Beruf zu arbeiten.
Stewarts politische Laufbahn begann im Jahr 1845 als Delegierter auf einer Konferenz zur Überarbeitung der Landesverfassung von Missouri. Zwischen 1846 und 1857 war er Mitglied des Staatssenats. Am 3. August 1857 wurde er zum neuen Gouverneur seines Staates gewählt.

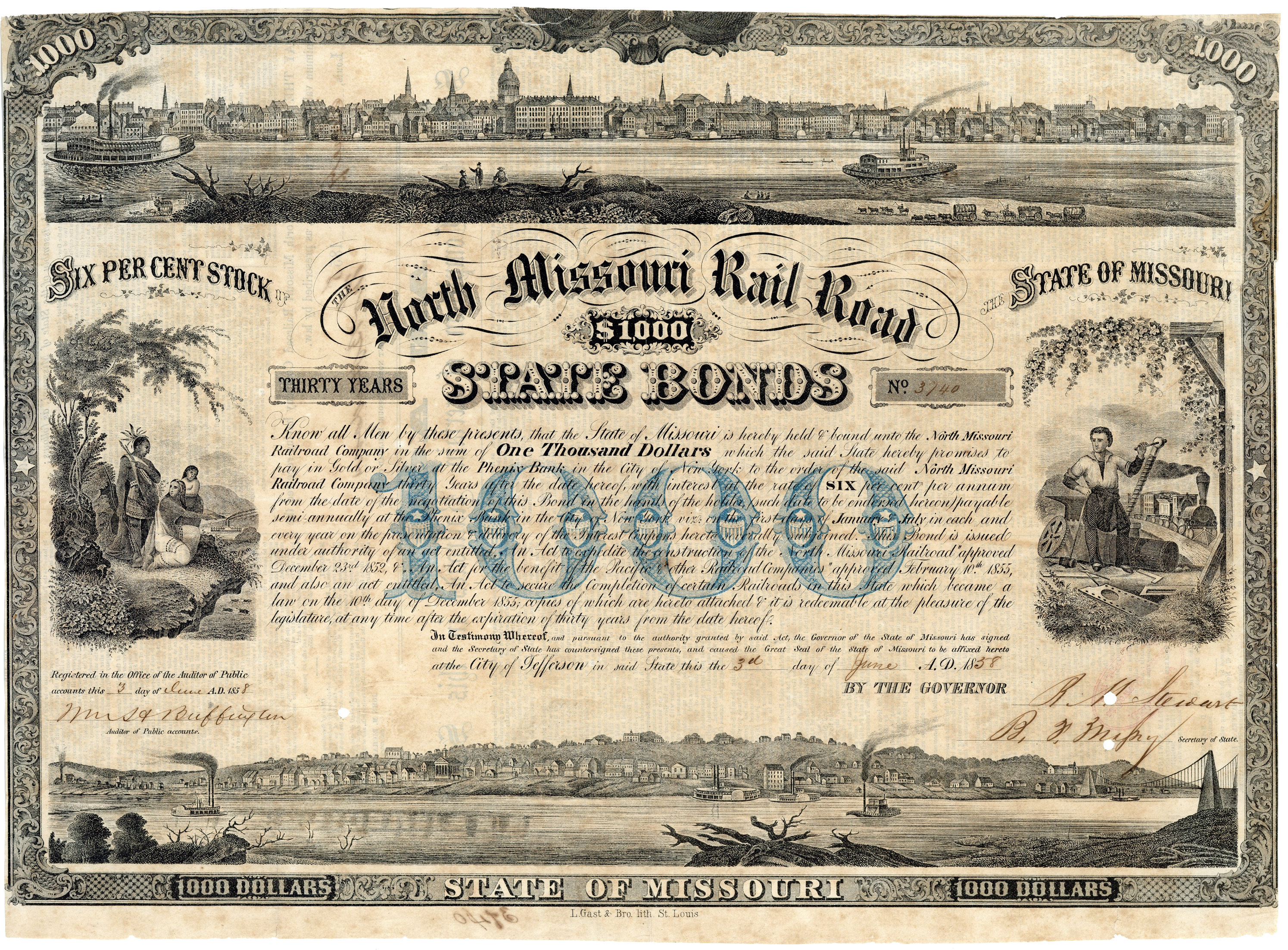
Anleihe des Staates Missouri für den Bau einer Strecke der North Missouri Railroad Company von St. Charles nach Macon, ausgegeben in Jefferson, Mo. am 3. Juni 1858, eigenhändig unterschrieben von Robert Marcellus Stewart als Gouverneur von Missouri

## Gouverneur von Missouri
Robert Stewart trat sein neues Amt am 22. Oktober 1857 an. In seiner Amtszeit wurde die Infrastruktur des Landes verbessert und das Bankensystem reformiert. Grenzstreitigkeiten mit dem Nachbarstaat Kansas wurden beigelegt. Überschattet waren diese Jahre aber von den Ereignissen um den bevorstehenden amerikanischen Bürgerkrieg. Stewart trat für die Neutralität seines Landes in diesem Konflikt ein. Persönlich war er für die Union.

## Weiterer Lebenslauf
Auch nach dem Ende seiner Amtszeit am 3. Januar 1861 blieb Stewart politisch aktiv. Zwischen 1861 und 1863 war er Mitglied des unionstreuen Parlaments von Missouri (Missouri State Convention). Außerdem trat er in die Unionsarmee ein, konnte dort aber aufgrund seines schlechten Gesundheitszustandes nicht lange bleiben. Robert Stewart starb am 21. September 1871.